# The Shadow Self
Albums de Tarja Turunen
The Brightest Void
(2016) From Spirits and Ghosts (Score for a Dark Christmas)
(2017)
Singles
1. Innoncence
Sortie : 5 août 2016
2. No Bitter End
Sortie : 5 août 2016
3. Demons in You
Sortie : 8 octobre 2016

The Shadow Self est le sixième album studio de la chanteuse finlandaise Tarja Turunen et est sortie le 5 août 2016 accompagné de deux singles. L'album s'inspire du concept du Yin et Yang et de la part d'ombre contenu en chaque personne,. Il est précédé, la même année, par un album appelé The Brightest Void car Turunen avait enregistré trop de chansons qui lui étaient chères et qu'un seul album n'était pas suffisant. Selon la chanteuse The Brightest Void représente la lumière et The Shadow Self les ténèbres.
Le 14 mars 2016, Tarja Turunen révèle le nom et la pochette de l'album. Elle explique que le titre The Shadow Self est inspiré d'une interview de la chanteuse écossaise Annie Lennox : « Il y a quelque temps, je suis tombée sur une interview d'Annie Lennox, et j'ai lu qu'elle parlait d'une chose appelée "l'ombre du moi" (The Shadow Self), d'un côté sombre contenu en chacun de nous. Tout le monde a cette facette, et nous devrions probablement apprécier son existence, mais surtout nous, les artistes. Nous tirons beaucoup d'inspiration de cette partie de nous ».

## Liste des pistes
| 1.      | Innocence                                     | 6:03 |
| 2.      | Demons in You (avec Alissa White-Gluz)        | 4:44 |
| 3.      | No Bitter End                                 | 4:26 |
| 4.      | Love to Hate                                  | 5:57 |
| 5.      | Supremacy (reprise de Muse)                   | 5:03 |
| 6.      | The Living End                                | 4:41 |
| 7.      | Diva                                          | 5:45 |
| 8.      | Eagle Eye (avec Toni Turunen (album version)) | 4:36 |
| 9.      | Undertaker                                    | 6:41 |
| 10.     | Calling from the Wild                         | 5:13 |
| 11.     | Too Many                                      | 7:48 |
| 12.     | This Is a Hit-Song (piste caché)              | 2:03 |
| 1:06:03 |                                               |      |

| 1. | Interview                           | 16:55 |
| 2. | No Bitter End (Official Video Clip) | 4:03  |
| 3. | Innocence (Official Video Clip)     | 5:29  |

## Crédits

### Musiciens
- Tarja Turunen – chant, piano
- Alex Scholpp – guitare
- Max Lilja – violoncelle
- Christian Kretschmar – clavier
- Kevin Chown – basse
- Doug Wimbish - basse

### Musiciens invités
- Alissa White-Gluz - chant et death growls sur Demons in YouTarja Turunen et Alissa White-Gluz interprétant Demons in You au Wacken Open Air en 2016.

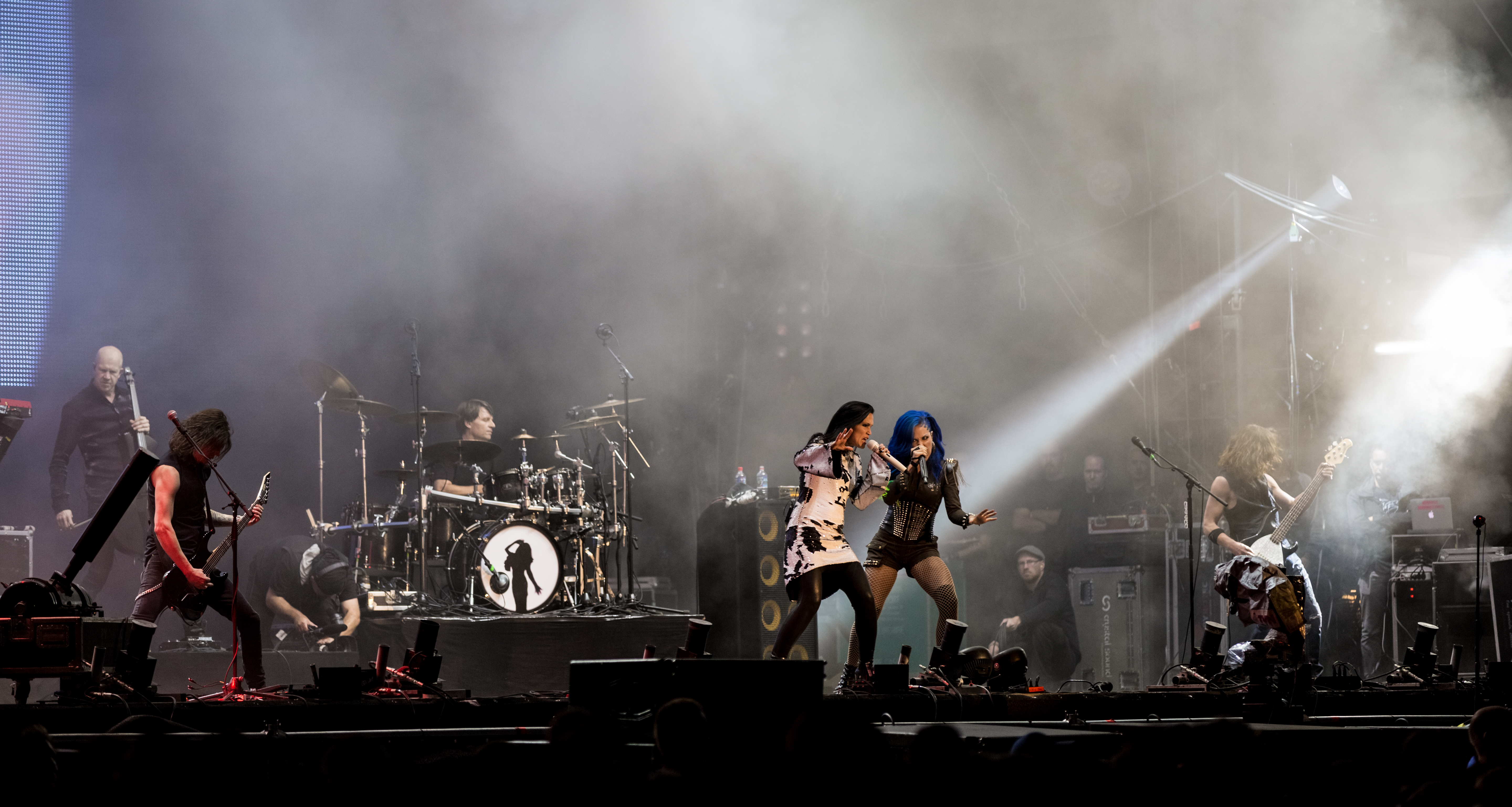
Tarja Turunen et Alissa White-Gluz interprétant Demons in You au Wacken Open Air en 2016.

- Toni Turunen - chant sur Eagle Eye
- Mike Coolen – batterie